# Alexandru Antoniu
Alexandru Antoniu (1860–1925) a fost un fotograf român. A fost activ între anii 1890-1925. Antoniu este fotograful principal al Micului Paris. Acesta a avut fotografii incluse în Albumul General al României din anul 1901 cu care a câștigat medalia de bronz la Expoziția Universală de la Paris din 1900. Acesta a fost „Dedicat a son Excellence mr. Tr. Djuvara Ministre de Roumanie a Bruxelles, albumul era totodată și un „Omagiu Corpului Oficeresc din Armata Română”. Antoniu a mai publicat Expoziția Generală Română. 1906 și Din Bucuresci (1910), ambele tipărite la Socec. 

## Legături externe
- PHOTOGRAPHERS IN ROMANIA 1840-1940 FOTOGRAFI ÎN ROMÂNIA 1840-1940 Adrian-Silvan Ionescu[nefuncțională]
- Fotografii Bucurestilor (III) (1881-1914)
- Fotograful Alexandru Antoniu, în colecțiile Muzeului de Istorie și Arheologie Piatra-Neamț